# František Ševčík
František Ševčík, češki hokejist, * 11. januar 1942, Vilémovice, Jihomoravský, Češkoslovaška, † 22. julij 2017.
Ševčík je večino kariere igral za klub Zenit Brno v češkoslovaški ligi, kjer je skupno odigral 485 prvenstvenih tekem ter dosegel 172 golov, 108 podaj in osvojil pet naslovov državnega prvaka, v zaporednih sezonah od 1961/62 do 1965/66.
Za češkoslovaško reprezentanco je nastopil na enih olimpijskih igrah, kjer je bil dobitnik srebrne medalje, ter štirih Svetovnih prvenstvih (brez olimpijskih iger), kjer je osvojil po dve srebrni in bronasti medalji. Za reprezentanco je skupno odigral 95 tekem, na katerih je dosegel 26 golov.
Leta 2014 je bil sprejet v Češki hokejski hram slavnih.